# Marek Grechuta
Marek Michał Grechuta (Zamość, 1945. december 10. – Krakkó, 2006. október 9.) lengyel énekes, dalszerző, zeneszerző, szövegíró.

## Életrajz
Zamośćban született. Építészetet tanult a Krakkói Műszaki Egyetemen. 1967 és 1971 között írta a legnépszerűbb dalait: "Będziesz moją panią", "Korowód", "Tango Anawa". A krakkói Rakowicki temetőben nyugszik.

## Diszkográfia
- 1970 Marek Grechuta & Anawa
- 1971 Korowód
- 1972 Droga za widnokres
- 1974 Magia obłoków
- 1977 Szalona lokomotywa
- 1979 Pieśni M. Grechuty do słów Tadeusza Nowaka
- 1981 Śpiewające obrazy
- 1984 W malinowym chruśniaku
- 1987 Wiosna – ach, to ty!
- 1989 Krajobraz pełen nadziei
- 1993 Jeszcze pożyjemy
- 1994 Dziesięć ważnych słów
- 1998 Serce
- 2003 Niezwykłe miejsca